# Варда од Ањес
Варда од Ањес (фр. Varda par Agnès) је документарни филм из 2019. године и уједно последњи филм у режији француске режисерке Ањес Варде. Последњи филм покојне Ањес Варде је карактеристично разигран, дубок и личан резиме њене бриљантне каријере. 

## Синопсис
Било испред или иза камере, Ањес Варда је била визуелна приповедачица која је избегавала конвенције и прописивала маштовите приступе биоскопу. У свом последњем филму, она нуди лични увид у свој опус, користећи одломке из свог рада да илуструје своје јединствене уметничке визије и идеје.

## Теме
Истовремено подмукла и мудра, Варда делује као духовни водич на слободно-асоцијативној турнеји кроз њених шест деценија уметничког путовања, бацајући ново светло на своје филмове, фотографије и недавне радове на инсталацији, док нуди своје јединствене рефлексије о свему, од снимања филмова преко феминизма до старења. Прожето људима, местима и стварима које је волела — Жака Демија, мачака, боја, плажа, кромпира у облику срца.